# Wardruna
Wardruna je norveška glazbena grupa koju su 2003. osnovali Einar Selvik, Gaahl i Lindy Fay Hella. Namjera projekta jest glazbom popratiti nordijsku kulturnu i ezoteričnu tradiciju i pritom se služiti nordijskim povijesnim i tradicionalnim glazbalima kao što je primitivni okvirni bubanj od jelenje kože, flauta, kravik-lira, jouhikko, drombulja, kozji rog i lur. Skupina se koristi i netradicionalnim instrumentima i ostalim izvorima zvuka, među kojima su drveće, kamenje, voda i baklje.
Objavila je ukupno četiri studijska albuma; prva su tri utemeljena na nordijskoj mitologiji, dok je posljednji na Odinovim izrekama u Völuspi i ostalim staronordijskim izvorima.
TeamRock.com je Wardruninu glazbu opisao kao "spoj zemljanog, organskog i eteričnog" s "obrednim tekstovima utemeljenim na runama koji se nalaze na frekvenciji za koju ćete, kad je jednom čujete, vjerovati da je uvijek bila nadomak svakodnevne svijesti".

## Povijest
Wardruna je osnovana 2003. godine. Selvik i Gaahl prethodno su bili članovi sastava Gorgoroth i zajedno su se pojavili na albumu Twilight of the Idols i koncertnom DVD-u Black Mass Krakow 2004. Selvik je snimao glazbu i s ostalim projektima, među kojima su Det Hedenske Folk, Bak de Syv Fjell, Jotunspor, Sahg, Dead to this World, Skuggsjá i Faun. Gaahl je pak snimao pjesme s Trelldomom, Gaahlskaggom i God Seedom.
Debitantski album grupe, Runaljod – gap var Ginnunga, diskografska kuća Indie Recordings objavila je 19. siječnja 2009., dok je drugi album, Runaljod – Yggdrasil, objavila 15. ožujka 2013. godine.
Selvik je 2014. godine na službenoj stranici skupine na Facebooku izjavio da će sastav s Trevorom Morrisom skladati glazbu za drugu sezonu serije Vikinzi. Selvik se kasnije pojavio i kao glumac u toj seriji. Gaahl je 2015. napustio Wardrunu.
Treći album Wardrune, Runaljod – Ragnarok, objavljen je 21. listopada 2016. godine. Debitirao je na prvom mjestu Billboardove ljestvice svjetskih albuma, djelomično zahvaljujući uspješnosti serije Vikinzi.
U kolovozu 2017. Wardruna je bila glavni izvođač na dvadesetom izdanju festivala alternativne, narodne i eksperimentalne glazbe Mėnuo Juodaragis, koji se održavao na otoku u jezeru Duburys u Litvi. Početkom 2018. otišla je na prvu sjevernoameričku turneju.
Četvrti album skupine, akustični Skald, objavljen je 23. studenog 2018. godine.
U listopadu 2019. sastav je izjavio da je potpisao ugovor s većim diskografskim kućama SONY Music i Columbia Records i da će od ožujka do kolovoza 2020. biti na europskoj turneji.
Grupa je u veljači 2020. godine najavila da će peti studijski album biti objavljen u lipnju te godine. Ime će mu biti Kvitravn, što znači 'Bijela vrana'. Objava tog uratka na kraju je odgođena do 22. siječnja 2021. zbog pandemije COVID-19.

## Članovi sastava
| Sadašnja postava - Einar "Kvitrafn" Selvik – vokali, sva glazbala, semplovi (2003. – danas) - Lindy Fay Hella – vokali (2003. – danas) Bivši članovi - Gaahl – vokali (2003. – 2015.) - Hallvard Kleiveland – violina (? – 2013.) | Sadašnji koncertni članovi - Arne Sandvoll – vokali, udaraljke (2009. – danas) - Eilif Gundersen – bukkehorn, lur (2016. – danas) - H.C. Dalgaard – bubnjevi, udaraljke (2016. – danas) - Jørgen Nyrønning – violina (2018. – danas) - Sondre Veland – bubnjevi, udaraljke (2018. – danas) - John Stenersen – moraharpa (2018. – danas) - Kjell Braaten – vokali, udaraljke (2018. – danas) Bivši koncertni članovi - Erlend Gjerde – bubnjevi, udaraljke (2009. – 2016.) - Egil Furenes – violina (2009. – 2016.) - Tor Jaran Apold – violina (2016. – 2018.) - Olav Mjelva – violina (2016. – 2018.) |

## Diskografija
Studijski albumi
- Runaljod – gap var Ginnunga (2009.)
- Runaljod – Yggdrasil (2013.)
- Runaljod – Ragnarok (2016.)
- Skald (2018.)
- Kvitravn (2021.)

## Vanjske poveznice

### Sestrinski projekti
|  | Zajednički poslužitelj ima još gradiva o temi Wardruna |

### Mrežna mjesta
- Službene stranice sastava